# Shixi (sockenhuvudort i Kina, Zhejiang Sheng, lat 28,20, long 120,24)
Shixi (kinesiska: 石溪, 石溪乡) är en sockenhuvudort i Kina. Den ligger i provinsen Zhejiang, i den östra delen av landet, omkring 230 kilometer söder om provinshuvudstaden Hangzhou. Antalet invånare är 3 151. Befolkningen består av 1 535 kvinnor och 1 616 män. Barn under 15 år utgör 23,0 %, vuxna 15-64 år 61 %, och äldre över 65 år 14,0 %.
Runt Shixi är det ganska tätbefolkat, med 134 invånare per kvadratkilometer. Närmaste större samhälle är Chuanliao, 7,6 km norr om Shixi. I omgivningarna runt Shixi växer i huvudsak blandskog.
Genomsnittlig årsnederbörd är 2 331 millimeter. Den regnigaste månaden är juni, med i genomsnitt 383 mm nederbörd, och den torraste är januari, med 67 mm nederbörd.